# Liste des volcans des États-Unis
Cet article recense les volcans des États-Unis, classés par État ou territoire.

## Liste

### États

#### Alaska
| Nom                          | Altitude | Dernière éruption   | Coordonnées                   |
| ---------------------------- | -------- | ------------------- | ----------------------------- |
| Mont Adagdak                 | +00645,  | ?                   | 51° 59′ 16″ N, 176° 35′ 30″ O |
| Mont Akutan                  | +01 303, | 1992                | 54° 08′ 04″ N, 165° 59′ 10″ O |
| Mont Amak                    | +00488,  | 1796                | 55° 25′ 26″ N, 163° 08′ 57″ O |
| Mont Amukta                  | +01 066, | 1997                | 52° 30′ 00″ N, 171° 15′ 08″ O |
| Mont Aniakchak               | +01 341, | 1931                | 56° 53′ 00″ N, 158° 10′ 00″ O |
| Mont Augustine               | +01 252, | 2006                | 59° 21′ 48″ N, 153° 26′ 00″ O |
| Île Bogoslof                 | +00150,  | 2016-2017           | 53° 56′ 00″ N, 168° 02′ 00″ O |
| Mont Buldir                  | +00656,  | ?                   | 52° 21′ 00″ N, 175° 54′ 38″ O |
| Mont Marissaquinn            | +05 005, | ?                   | 61° 23′ 06″ N, 141° 45′ 03″ O |
| Mont Blackburn               | +04 996, | ?                   | 61° 43′ 54″ N, 143° 25′ 59″ O |
| Buzzard Creek                | +00830,  | 1050 av. J.-C.      | 64° 04′ 00″ N, 148° 25′ 00″ O |
| Capital Mountain             | +02 356, | ?                   | 62° 26′ N, 144° 06′ O         |
| Mont Carlisle                | +01 620, | 1828                | 52° 53′ 38″ N, 170° 03′ 15″ O |
| Mont Chagulak                | +01 142, | ?                   | 52° 34′ 36″ N, 171° 08′ 00″ O |
| Mont Chiginagak              | +02 221, | 1998                | 57° 08′ 06″ N, 156° 59′ 24″ O |
| Mont Churchill               | +04 766, | 1 250 ans           | 61° 15′ N, 141° 42′ O         |
| Mont Cleveland               | +01 730, | 2006                | 52° 49′ 30″ N, 169° 56′ 38″ O |
| Cold Bay Volcano             | +01 920, | ?                   | 55° 04′ 55″ N, 162° 53′ 38″ O |
| Mont Dana                    | +01 354, | 1890 av. J.-C.      | 55° 38′ 28″ N, 161° 12′ 50″ O |
| Mont Davidof                 | +00328,  | ?                   | 51° 58′ 00″ N, 178° 20′ 00″ O |
| Mont Denison                 | +02 318, | ?                   | 58° 25′ 04″ N, 154° 26′ 57″ O |
| Devils Desk                  | +01 954, | ?                   | 58° 30′ N, 154° 18′ O         |
| Mont Douglas                 | +02 140, | ?                   | 58° 51′ 19″ N, 153° 32′ 31″ O |
| Mont Drum                    | +03 661, | ?                   | 62° 06′ N, 144° 30′ O         |
| Mont Dutton                  | +01 506, | ?                   | 55° 10′ 05″ N, 162° 16′ 18″ O |
| Mont Edgecumbe               | +00970,  | Vers 2220 av. J.-C. | 57° 03′ 00″ N, 135° 45′ 00″ O |
| Mont Emmons                  | +01 436, | ?                   | 55° 20′ 26″ N, 164° 04′ 43″ O |
| Felsite Creek                |          | Pliocène            |                               |
| Mont Fisher                  | +01 112, | 1830                | 54° 39′ 00″ N, 164° 26′ 00″ O |
| Mont Frosty                  | +02 012, | ?                   | 55° 04′ 54″ N, 162° 48′ 50″ O |
| Mont Fourpeaked              | +02 105, | ?                   | 58° 46′ 12″ N, 153° 40′ 20″ O |
| Mont Gareloi                 | +01 573, | 1989                | 51° 47′ 25″ N, 178° 47′ 38″ O |
| Mont Gilbert                 | +00818,  | ?                   | 54° 15′ 08″ N, 165° 39′ 43″ O |
| Great Sitkin                 | +01 740, | 1974                | 52° 04′ 34″ N, 176° 07′ 48″ O |
| Mont Gordon                  | +02 755, | ?                   | 62° 08′ 00″ N, 143° 05′ 00″ O |
| Mont Griggs                  | +02 317, | ?                   | 58° 21′ 14″ N, 155° 05′ 30″ O |
| Hayes Volcano                | +03 034, | Vers 1200           | 61° 38′ 25″ N, 152° 24′ 41″ O |
| Mont Herbert                 | +01 280, | ?                   | 52° 44′ 32″ N, 170° 06′ 38″ O |
| Mont Iliamna                 | +03 053, | 1876                | 60° 01′ 55″ N, 153° 05′ 25″ O |
| Imuruk Lake                  | +00610,  | 300                 | 65° 36′ 00″ N, 163° 55′ 00″ O |
| Ingakslugwat Hills           | +00190,  | ?                   | 61° 26′ 00″ N, 164° 28′ 00″ O |
| Mont Isanotski               | +02 446, | ?                   | 54° 45′ 54″ N, 163° 43′ 21″ O |
| Mont Jarvis                  | +04 091, | ?                   | 62° 01′ N, 143° 22′ O         |
| Mont Kagamil                 | +00893,  | 1929                | 52° 58′ 25″ N, 169° 43′ 00″ O |
| Mont Kaguyak                 | +00901,  | 1650 av. J.-C.      | 58° 36′ 30″ N, 154° 01′ 40″ O |
| Kanaga                       | +01 307, | 2012                | 51° 55′ 22″ N, 177° 10′ 04″ O |
| Île Kasatochi                | +00314,  | 1760                | 52° 10′ 39″ N, 175° 30′ 30″ O |
| Mont Katmai                  | +02 047, | 1912                | 58° 16′ 47″ N, 154° 57′ 48″ O |
| Mont Kialagvik               | +01 677, | ?                   | 57° 12′ 10″ N, 156° 44′ 43″ O |
| Mont Kiska                   | +01 220, | 1990                | 52° 06′ 10″ N, 177° 36′ 07″ O |
| Mont Koniuji                 | +00273,  | ?                   | 52° 13′ 00″ N, 175° 08′ 00″ O |
| Korovin                      | +01 533, | 1998                | 52° 22′ 54″ N, 174° 09′ 57″ O |
| Koyuk-Buckland               | +00550,  | ?                   | 65° 39′ N, 160° 30′ O         |
| Mont Kukak                   | +02 043, | ?                   | 58° 27′ 10″ N, 154° 21′ 18″ O |
| Mont Kupreanof               | +01 895, | 1987                | 56° 00′ 40″ N, 159° 47′ 50″ O |
| Kookooligit Mountains        | +00673,  | Holocène            | 63° 36′ 00″ N, 170° 26′ 00″ O |
| Île Little Sitkin            | +01 174, | 1830                | 51° 57′ 00″ N, 178° 32′ 35″ O |
| Mont Mageik                  | +02 165, | ?                   | 58° 11′ 41″ N, 155° 15′ 10″ O |
| Mont Makushin                | +01 800, | 1995                | 53° 53′ 27″ N, 165° 55′ 22″ O |
| Mont Martin                  | +01 863, | 1953                | 58° 10′ 20″ N, 155° 21′ 40″ O |
| Monte Moffett                | +01 196, | ?                   | 51° 56′ 38″ N, 176° 44′ 48″ O |
| Novarupta                    | +00841,  | 1912                | 58° 16′ 00″ N, 155° 09′ 24″ O |
| Île Nunivak                  | +00511,  | ?                   | 60° 01′ 00″ N, 166° 20′ 00″ O |
| Caldeira Okmok               | +01 073, | 1997                | 53° 26′ 00″ N, 168° 08′ 00″ O |
| Mont Pavlof                  | +02 519, | 2007                | 55° 25′ 00″ N, 161° 53′ 15″ O |
| Pavlof Sister                | +02 142, | 1786                | 55° 27′ 10″ N, 161° 50′ 35″ O |
| Pogromni                     | +02 002, | ?                   | 54° 34′ N, 164° 51′ O         |
| Mont Prindle                 |          | Pliocène            | 63° 43′ N, 141° 37′ O         |
| Rabbit Moyntain              |          | Pliocène            | 61° 53′ N, 140° 58′ O         |
| Mont Recheschnoi             | +01 984, | ?                   | 53° 09′ 24″ N, 168° 32′ 20″ O |
| Mont Redoubt                 | +03 108, | 1989                | 60° 29′ 07″ N, 152° 44′ 31″ O |
| Mont Roundtop                | +01 871, | ?                   | 54° 48′ 00″ N, 163° 35′ 20″ O |
| Île Saint Paul               | +00203,  | Vers 1280 av. J.-C. | 57° 11′ 00″ N, 170° 18′ 00″ O |
| Mont Sanford                 | +04 949, | ?                   | 62° 13′ 00″ N, 144° 08′ 00″ O |
| Mont Seguam                  | +01 054, | 1993                | 52° 18′ 55″ N, 172° 35′ 30″ O |
| Mont Segula                  | +01 160, | ?                   | 52° 00′ 55″ N, 178° 08′ 08″ O |
| Mont Semisopochnoi           | +01 221, | 1987                | 51° 56′ 00″ N, 179° 35′ 00″ O |
| Mont Sergief                 | +00560,  | ?                   | 52° 02′ 00″ N, 174° 56′ 00″ O |
| Mont Shishaldin              | +02 857, | 2004                | 54° 45′ 20″ N, 163° 58′ 00″ O |
| Snowy mountain               | +02 162, | ?                   | 58° 20′ 08″ N, 154° 40′ 55″ O |
| Mont Spurr                   | +03 374, | 1992                | 61° 17′ 58″ N, 152° 15′ 04″ O |
| Champ volcanique St. Michael | +00715,  | ?                   | 63° 27′ 00″ N, 162° 07′ 00″ O |
| Mont Steller                 | +02 272, | ?                   | 58° 26′ 00″ N, 154° 24′ 00″ O |
| Mont Stepovak                | +01 555, | ?                   | 55° 56′ 00″ N, 160° 00′ 00″ O |
| Table Top-Wide Bay           | +00792,  | ?                   | 53° 58′ 05″ N, 166° 40′ 38″ O |
| Mont Takawangha              | +01 449, | ?                   | 51° 52′ 22″ N, 178° 00′ 20″ O |
| Tanaga                       | +01 806, | 1914                | 51° 53′ 06″ N, 178° 08′ 45″ O |
| Tlevak Strait-Suemez Island  | +00050,  | ?                   | 55° 15′ 00″ N, 133° 18′ 00″ O |
| Trident                      | +01 864, | 1975                | 58° 14′ 08″ N, 155° 06′ 00″ O |
| Ugashik-Peulik               | +01 474, | 1814                | 57° 45′ 03″ N, 156° 22′ 05″ O |
| Ukinrek Maars                | +00091,  | 1977                | 57° 49′ 54″ N, 156° 30′ 35″ O |
| Mont Uliaga                  | +00888,  | ?                   | 53° 03′ 54″ N, 169° 46′ 00″ O |
| Mont Veniaminof              | +02 507, | 2006                | 56° 10′ 00″ N, 159° 23′ 00″ O |
| Mont Vsevidof                | +02 149, | 1957                | 53° 07′ 48″ N, 168° 41′ 35″ O |
| Mont Westdahl                | +01 654, | 1992                | 54° 31′ 06″ N, 164° 39′ 00″ O |
| Mont Wrangell                | +04 317, | 1999                | 62° 00′ N, 144° 01′ O         |
| Volcan Yantarni              | +01 345, | Vers 800 av. J.-C.  | 57° 01′ 17″ N, 157° 11′ 06″ O |
| Mont Yunaska                 | +00550,  | 1937                | 52° 38′ 34″ N, 170° 37′ 43″ O |

#### Arizona
| Nom                           | Altitude | Dernière éruption     | Coordonnées                   |
| ----------------------------- | -------- | --------------------- | ----------------------------- |
| Mont Baldy                    | +03 480, | 8-9 millions d'années | ?                             |
| Mont Elden                    | +02 834, | ?                     | 35° 14′ 28″ N, 111° 35′ 48″ O |
| Geronimo volcanic field       | +01 300, | 300 000 ans           | 32° 30′ N, 109° 15′ O         |
| Hopi Buttes volcanic field    | ?        | 4,2 millions d'années | 35° 27′ N, 110° 12′ O         |
| Merriam Cone                  | +02 077, | ?                     | 35° 18′ N, 111° 18′ O         |
| Mormon volcanic field         | +02 530, | 3,1 millions d'années | 35° 00′ N, 111° 30′ O         |
| Navajo volcanic field         | ?        | ?                     | ?                             |
| Red mountain                  | 2428     | 740 000 ans           | ?                             |
| San Carlos volcanic field     | +01 000, | 1 million d'années    | 33° 15′ N, 110° 15′ O         |
| San Francisco mountain        | +03 851, | ?                     | 35° 20′ 47″ N, 111° 40′ 40″ O |
| San Francisco volcanic field  |          | Vers 1122             | 35° 24′ N, 111° 45′ O         |
| Sentinel Plain volcanic field | +00160,  | 1,3 million d'années  | 31° 48′ N, 113° 12′ O         |
| SP Crater                     | +02 141, | 71 000 ans            | 35° 34′ 56″ N, 111° 37′ 55″ O |
| Springerville volcanic field  | +03 100, | 300 000 ans           | 35° 15′ N, 109° 35′ O         |
| Cratère Sunset                | +02 447, | Vers 1122             | 35° 21′ 51″ N, 111° 30′ 11″ O |
| Uinkaret volcanic field       | +01 555, | Vers 1130             | 36° 30′ N, 113° 06′ O         |

#### Californie
| Nom                               | Altitude | Dernière éruption    | Coordonnées                   |
| --------------------------------- | -------- | -------------------- | ----------------------------- |
| Amboy Crater                      | +00300,  | 10 000 ans           | 34° 32′ 38″ N, 115° 47′ 28″ O |
| Big Cave                          | +01 259, | Holocène             | 40° 57′ 18″ N, 121° 21′ 54″ O |
| Black Butte                       | +02 111, | Holocène             | ?                             |
| Brushy Butte                      | +01 174, | Holocène             | 41° 10′ 41″ N, 121° 26′ 35″ O |
| Cima Volcanic Field               | +01 509, | 10 000 ans           | 35° 15′ N, 115° 45′ O         |
| Clear Lake Volcanic Field         | +01 439, | Holocène             | 38° 58′ N, 122° 46′ O         |
| Coso Volcanic Field               | +02 400, | Holocène             | 36° 02′ N, 117° 49′ O         |
| Eagle Lake Field                  | +01 652, | Holocène             | 40° 38′ N, 120° 50′ O         |
| Golden Trout Creek Volcanic Field | +02 886, | 5550 av. J.-C.       | 36° 21′ 29″ N, 118° 19′ 12″ O |
| Cratères d'Inyo                   | +02 629, | ~1400                | 37° 41′ 31″ N, 119° 01′ 12″ O |
| Pic Lassen                        | +03 189, | 1917                 | 40° 29′ 17″ N, 121° 30′ 18″ O |
| Région volcanique de Lassen       | ?        | 1917                 | 40° 29′ 30″ N, 121° 30′ 30″ O |
| Lavic Lake Volcanic Field         | +01 495, | Holocène             | 34° 45′ 00″ N, 116° 37′ 30″ O |
| Caldeira de Long Valley           | +03 390, | Pléistocène          | 37° 36′ N, 118° 48′ O         |
| Malapi Hill                       | ?        | ?                    | 33° 54′ N, 116° 00′ O         |
| Mammoth Mountain                  | +03 371, | ~1400                | 37° 37′ 50″ N, 119° 01′ 57″ O |
| Medicine Lake                     | +02 412, | Vers 1080            | 41° 22′ N, 121° 20′ O         |
| Cratères de Mono                  | +02 796, | Vers 1790            | 38° 00′ N, 119° 02′ O         |
| Pinnacles                         | ?        | 23 millions d'années | 36° 29′ 13″ N, 121° 10′ 01″ O |
| Pisgah Crater                     | +00774,  | ?                    | 34° 44′ 47″ N, 116° 22′ 30″ O |
| Red Cones                         | +02 748, | Holocène             | 37° 35′ N, 119° 03′ O         |
| Mont Shasta                       | +04 317, | 1786                 | 41° 24′ 32″ N, 122° 11′ 35″ O |
| Tumble Buttes                     | +02 191, | 15 000 ans           | 40° 41′ N, 121° 33′ O         |
| Twin Buttes                       | +01 631, | Holocène             | 40° 47′ N, 121° 36′ O         |
| Ubehebe Craters                   | +00752,  | 4050 av. J.-C.       | 37° 01′ N, 117° 27′ O         |

#### Colorado
| Nom     | Altitude | Dernière éruption | Coordonnées                   |
| ------- | -------- | ----------------- | ----------------------------- |
| Dotsero | +02 230, | 2200 av. J.-C.    | 39° 39′ 40″ N, 107° 03′ 22″ O |

#### Hawaï
| Nom                 | Altitude | Dernière éruption   | Coordonnées                   |
| ------------------- | -------- | ------------------- | ----------------------------- |
| Diamond Head        | +00232,  | ?                   | 21° 15′ 35″ N, 157° 48′ 42″ O |
| Haleakalā           | +03 055, | 1790                | 20° 43′ N, 156° 15′ O         |
| Hanauma Bay Craters | ?        | ?                   | ?                             |
| Hualālai            | +02 521, | 1801                | 19° 41′ N, 155° 52′ O         |
| Kahoolawe           | +00450,  | ?                   | 20° 36′ N, 156° 36′ O         |
| Kamaʻehuakanaloa    | −00975,  | 1996                | 18° 55′ N, 155° 15′ O         |
| Kīlauea             | +01 247, | 2008                | 19° 27′ 07″ N, 155° 17′ 31″ O |
| Kohala              | +01 670, | ?                   | 20° 05′ 10″ N, 155° 43′ 02″ O |
| Koko Craters        | ?        | ?                   | ?                             |
| Koko Head Crater    | 368      | ?                   | ?                             |
| Koolau              | +00941,  | Holocène            | 21° 22′ N, 157° 48′ O         |
| Mahukona            | ?        | ?                   | 20° 06′ N, 156° 06′ O         |
| Mauna Kahalawai     | +01 764, | 320 000 ans         | 20° 53′ 37″ N, 156° 35′ 22″ O |
| Mauna Kea           | +04 208, | Vers 2460 av. J.-C. | 19° 48′ N, 155° 30′ O         |
| Mauna Loa           | +04 169, | 1984                | 19° 30′ N, 155° 36′ O         |
| Waianae             | ?        | ?                   | 21° 24′ N, 158° 12′ O         |

#### Idaho
| Nom                                                        | Altitude | Dernière éruption   | Coordonnées           |
| ---------------------------------------------------------- | -------- | ------------------- | --------------------- |
| Columbia River Basalt Group                                | ?        | ?                   | ?                     |
| Monument national et réserve nationale Craters of the Moon | +02 005, | Vers 130 av. J.-C.  | 43° 25′ N, 113° 30′ O |
| Hell's Half Acre Lava Field                                | +01 631, | ~3250 av. J.-C.     | 43° 30′ N, 112° 27′ O |
| Kings Bowl Lava Field                                      | ?        | ?                   | ?                     |
| Menan Buttes                                               | +01 713, | ?                   | 43° 36′ N, 111° 30′ O |
| Shoshone Lava Field                                        | +01 478, | Vers 8400 av. J.-C. | 43° 11′ N, 114° 21′ O |
| Wapi Lava Field                                            | +01 635, | 300 av. J.-C.       | 42° 53′ N, 113° 13′ O |

#### Nevada

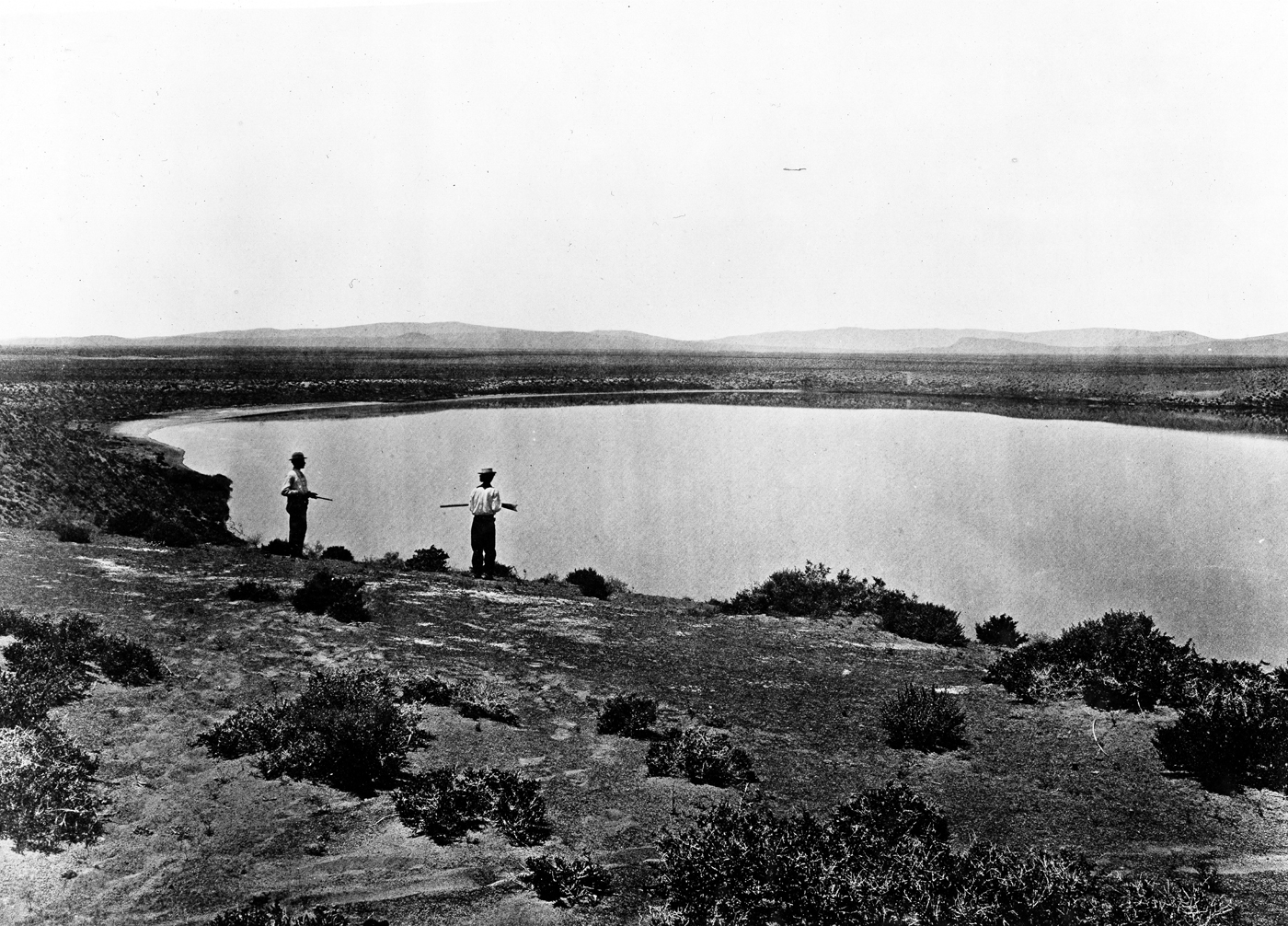
Le plus grand des Soda Lake, fin XIXe siècle

| Nom               | Altitude | Dernière éruption | Coordonnées                   |
| ----------------- | -------- | ----------------- | ----------------------------- |
| Steamboat Springs | +01 415, | Pléistocène       | 39° 22′ 30″ N, 119° 43′ 12″ O |
| Lacs Soda (en)    | +01 251, | Holocène          | 39° 32′ N, 118° 52′ O         |

#### Nouveau-Mexique
| Nom                          | Altitude | Dernière éruption     | Coordonnées                   |
| ---------------------------- | -------- | --------------------- | ----------------------------- |
| Albuquerque volcanic field   | +01 800, | 70 000 ans            | 35° 06′ N, 106° 48′ O         |
| Capulin Volcano              | +02 494, | 58 000-52 000 ans     | 36° 47′ 20″ N, 103° 57′ 42″ O |
| Carrizozo Malpais            | +01 731, | 140 000 ans           | 33° 47′ N, 105° 56′ O         |
| Carrizozo volcanic field     | ?        | ?                     | 33° 46′ N, 106° 00′ O         |
| Cat Hills volcanic field     | ?        | Holocène              | 34° 50′ N, 106° 50′ O         |
| Cerros del Rio               | +00664,  | 2,2 millions d'années | 35° 42′ N, 106° 12′ O         |
| Jemez mountains              | +03 525, | 60 000-50 000 ans     | 35° 53′ N, 106° 32′ O         |
| Jornada del Muerto Volcano   | +01 565, | 760 000 ans           | 33° 32′ N, 106° 52′ O         |
| Kilbourne Hole               | +01 555, | 80 000 ans            | 31° 58′ N, 106° 58′ O         |
| Lucero volcanic field        | ?        | ?                     | 34° 25′ N, 107° 12′ O         |
| Ocate volcanic field         | ?        | 800 000 ans           | 36° 07′ N, 104° 45′ O         |
| Potrillo volcanic field      | +01 695, | 150 000 ans           | 31° 54′ N, 107° 12′ O         |
| Raton-Clayton volcanic field | ?        | 2 300 ans             | 36° 30′ N, 104° 18′ O         |
| Red Hill volcanic field      | ?        | 23 000 ans            | 34° 15′ N, 108° 50′ O         |
| San Felipe volcanic field    | +01 950, | ?                     | 35° 30′ N, 106° 30′ O         |
| Sierra Blanca                | +03 652, | ?                     | 33° 22′ 27″ N, 105° 48′ 31″ O |
| Taos Plateau volcanic field  | +02 135, | ?                     | 36° 50′ N, 105° 50′ O         |
| Mont Taylor                  | +03 445, | ?                     | 35° 14′ 19″ N, 107° 36′ 30″ O |
| Valles Caldera               | +03 430, | Pléistocène           | 35° 52′ N, 106° 34′ O         |
| Zuni-Bandera volcanic field  | +02 550, | ~1170 av. J.-C.       | 34° 48′ N, 108° 00′ O         |

#### Oregon
| Nom                                 | Altitude | Dernière éruption | Coordonnées                         |
| ----------------------------------- | -------- | ----------------- | ----------------------------------- |
| Mont Bachelor                       | +02 763, | ?                 | 43° 58′ 45,9″ N, 121° 41′ 18,63″ O  |
| Bald Mountain Caldera               | ?        | ?                 | 43° 25′ N, 121° 25′ O               |
| Mont Bailey                         | +02 551, | ?                 | 43° 09′ 18,52″ N, 122° 13′ 11,98″ O |
| Cratère Belknap                     | +02 095, | Vers 460          | 44° 17′ 05,8″ N, 121° 50′ 32,04″ O  |
| Cratère Blue Lake                   | +01 230, | Vers 680          | 44° 24′ 40″ N, 121° 46′ 26″ O       |
| Champ volcanique Boring             | +01 236, | ?                 | 45° 18′ N, 122° 30′ O               |
| Broken Top                          | +02 800, | ?                 | 44° 04′ 58″ N, 121° 41′ 59″ O       |
| Brown Mountain                      | ?        | 12 000 ans        | 42° 22′ N, 122° 16′ O               |
| Cinnamon Butte                      | +01 956, | ~6 800 ans        | 43° 14′ 28″ N, 122° 06′ 29″ O       |
| Columbia River Basalt Group         | ?        | ?                 | ?                                   |
| Crater Lake                         | +02 487, | ~2290 av. J.-C.   | 42° 56′ N, 122° 07′ O               |
| Davis Lake volcanic field           | +02 163, | 2790 av. J.-C.    | 43° 34′ N, 121° 49′ O               |
| Devil's Garden Volcanic Field       | +01 525, | ?                 | 43° 30′ 43″ N, 120° 51′ 40″ O       |
| Diamond Craters                     | +01 450, | ?                 | 43° 06′ N, 118° 42′ O               |
| Fort Rock                           | +01 716, | ?                 | 43° 22′ 27″ N, 121° 04′ 08″ O       |
| Four Craters Lava Field             | +01 501, | Holocène          | 43° 21′ 40″ N, 120° 40′ 08″ O       |
| Gorda Ridge                         | −03 000, | 1996              | 42° 40′ N, 126° 47′ O               |
| Gray Butte                          | ?        | ?                 | 44° 30′ N, 121° 18′ O               |
| Mont Hood                           | +03 426, | ~1790             | 45° 22′ 24,65″ N, 121° 41′ 45,31″ O |
| Jackies Butte                       | +01 418, | ?                 | 42° 36′ 22″ N, 117° 35′ 20″ O       |
| Mont Jefferson                      | +03 199, | 950               | 44° 42′ N, 121° 48′ O               |
| Jordan Craters                      | +01 400, | ?                 | 43° 08′ 49″ N, 117° 27′ 36″ O       |
| Maiden Peak                         | +02 380, | ?                 | 43° 37′ 37″ N, 121° 57′ 50″ O       |
| Mont McLoughlin                     | +02 894, | ?                 | 42° 26′ 40,1″ N, 122° 18′ 56,23″ O  |
| Middle Sister                       | +03 063, | ?                 | 44° 09′ N, 121° 47′ O               |
| Cratère Newberry                    | +02 434, | ?                 | 43° 42′ N, 121° 30′ O               |
| North Sister                        | +03 075, | ?                 | 44° 10′ N, 121° 46′ O               |
| Pelican Butte                       | ?        | ?                 | 42° 31′ N, 122° 04′ O               |
| Rocky Butte                         | ?        | ?                 | ?                                   |
| Round Butte                         | ?        | ?                 | 44° 30′ N, 121° 00′ O               |
| Saddle Butte                        | +01 700, | Holocène          | 43° 00′ N, 117° 48′ O               |
| Silver Creek volcanic field         | +01 375, | ?                 | 43° 24′ N, 119° 30′ O               |
| South Sister                        | +03 158, | ?                 | 44° 06′ N, 121° 46′ O               |
| South-Central Oregon Volcanics      | ?        | ?                 | ?                                   |
| Sand mountain Field                 | +01 664, | 70                | 44° 23′ N, 121° 56′ O               |
| Sprague River Valley volcanic field | ?        | ?                 | ?                                   |
| Squaw Ridge Lava Field              | +01 711, | ?                 |                                     |
| Strawberry Volcanics                | ?        | ?                 | 44° 12′ N, 118° 48′ O               |
| Mont Tabor                          | ?        | ?                 | ?                                   |
| Mont Thielsen                       | +02 800, | ?                 | 43° 09′ 10,21″ N, 122° 03′ 59,45″ O |
| Three Fingered Jack                 | +02 390, | ?                 | 44° 28′ 42″ N, 121° 50′ 29″ O       |
| Mont Washington                     | +02 376, | 670               | 44° 19′ 55″ N, 121° 50′ 13″ O       |

#### Utah
| Nom                              | Altitude | Dernière éruption | Coordonnées                   |
| -------------------------------- | -------- | ----------------- | ----------------------------- |
| Bald Knoll                       | +02 135, | Holocène          | 37° 19′ 41″ N, 112° 24′ 29″ O |
| Black Rock Desert Volcanic Field | +01 800, | 1290 ?            | 38° 58′ N, 112° 30′ O         |
| Fumarole Butte                   | +01 609, | 900 000 ans       | 39° 30′ N, 112° 48′ O         |
| Markagunt Plateau Volcanic Field | +02 840, | 1050              | 37° 35′ N, 112° 40′ O         |
| Pavant Butte                     | +01 800, | 16 000 ans        | 39° 00′ N, 112° 30′ O         |
| Santa Clara Volcano              | +01 465, | -                 | 37° 15′ 25″ N, 113° 37′ 30″ O |

#### Washington
| Nom                              | Altitude | Dernière éruption              | Coordonnées                   |
| -------------------------------- | -------- | ------------------------------ | ----------------------------- |
| Mont Adams                       | +03 743, | 500 av. J.-C. ± 1000 ans       | 46° 12′ 09″ N, 121° 29′ 27″ O |
| Mont Baker                       | +03 285, | 1880                           | 48° 46′ 38″ N, 121° 48′ 48″ O |
| Boring Lava Field                | +01 236, | ?                              | 45° 18′ N, 122° 30′ O         |
| Columbia River Basalt Group      | ?        | ?                              | ?                             |
| Pic Glacier                      | +03 213, | Pléistocène                    | 48° 06′ 45″ N, 121° 06′ 50″ O |
| Goat Rocks                       | ?        | ?                              | 46° 30′ N, 121° 27′ O         |
| Indian Heaven                    | 1513     | ~6250 av. J.-C.                | 45° 56′ N, 121° 49′ O         |
| Marble mountain-Trout Creek Hill | ?        | 7 700 ans                      | 45° 54′ N, 122° 00′ O         |
| Mont Rainier                     | +04 392, | 1854                           | 46° 51′ 11″ N, 121° 45′ 35″ O |
| Mont Saint Helens                | +02 550, | 2008                           | 46° 11′ 28″ N, 122° 11′ 39″ O |
| Simcoe mountains                 | ?        | ?                              | 46° 06′ N, 120° 54′ O         |
| West Crater (en)                 | +01 329, | 5750 av. J.-C.                 | 45° 53′ N, 122° 05′ O         |
| White Chuck Cinder Cone          | +01 830, | il y a entre 17000 et 2000 ans | 45° 53′ N, 122° 05′ O         |

#### Wyoming
| Nom                          | Altitude | Dernière éruption     | Coordonnées           |
| ---------------------------- | -------- | --------------------- | --------------------- |
| Devil's Tower                | +01 558, | ?                     | 44° 36′ N, 104° 42′ O |
| Leucite Hills volcanic field | ?        | 1,1 million d'années  | 41° 48′ N, 108° 54′ O |
| Caldeira de Yellowstone      | +02 805, | Vers 13 000 av. J.-C. | 44° 26′ N, 110° 40′ O |

### Territoires

#### Îles Mariannes du Nord
| Nom                 | Altitude | Dernière éruption | Coordonnées           |
| ------------------- | -------- | ----------------- | --------------------- |
| Agrigan             | +00965,  | ?                 | 18° 48′ N, 145° 42′ E |
| Ahyi                | −00137,  | 2001              | 20° 25′ N, 145° 02′ E |
| Alamagan            | +00744,  | 1887              | 17° 36′ N, 145° 50′ E |
| Anatahan            | +00788,  | 2006              | 16° 21′ N, 145° 40′ E |
| Asuncion            | +00857,  | ?                 | 19° 42′ N, 145° 24′ E |
| Esmeralda Bank      | −00043,  | ?                 | 15° 00′ N, 145° 15′ E |
| Farallon de Pajaros | +00360,  | 1967              | 20° 30′ N, 144° 54′ E |
| Guguan              | +00287,  | 1883              | 17° 19′ N, 145° 50′ E |
| Maug                | +00227,  | Quaternaire       | 20° 01′ N, 145° 13′ E |
| Île Pagan           | +00570,  | 1993              | 18° 06′ N, 145° 46′ E |
| Rota-1 Nord-Ouest   | −00517,  | 2004              | 14° 36′ N, 144° 46′ E |
| Ruby                | −00230,  | 1995              | 15° 37′ N, 145° 34′ E |
| Sarigan             | +00538,  | ?                 | 16° 42′ N, 145° 47′ E |
| Supply              | −0 0008, | 1989              | 20° 08′ N, 145° 06′ E |
| Tapochau            | +00474,  | ?                 | ?                     |

#### Samoa américaines
| Nom         | Altitude | Dernière éruption | Coordonnées           |
| ----------- | -------- | ----------------- | --------------------- |
| Ofu-Olosega | +00639,  | 1866              | 14° 10′ S, 169° 37′ O |
| Taʻū        | +00931,  | ?                 | 14° 14′ S, 169° 27′ O |
| Tutuila     | +00653,  | ?                 | 14° 18′ S, 170° 42′ O |
| Vailuluʻu   | −00592,  | ?                 | 14° 13′ S, 169° 03′ O |